# 구아다라마 국립공원

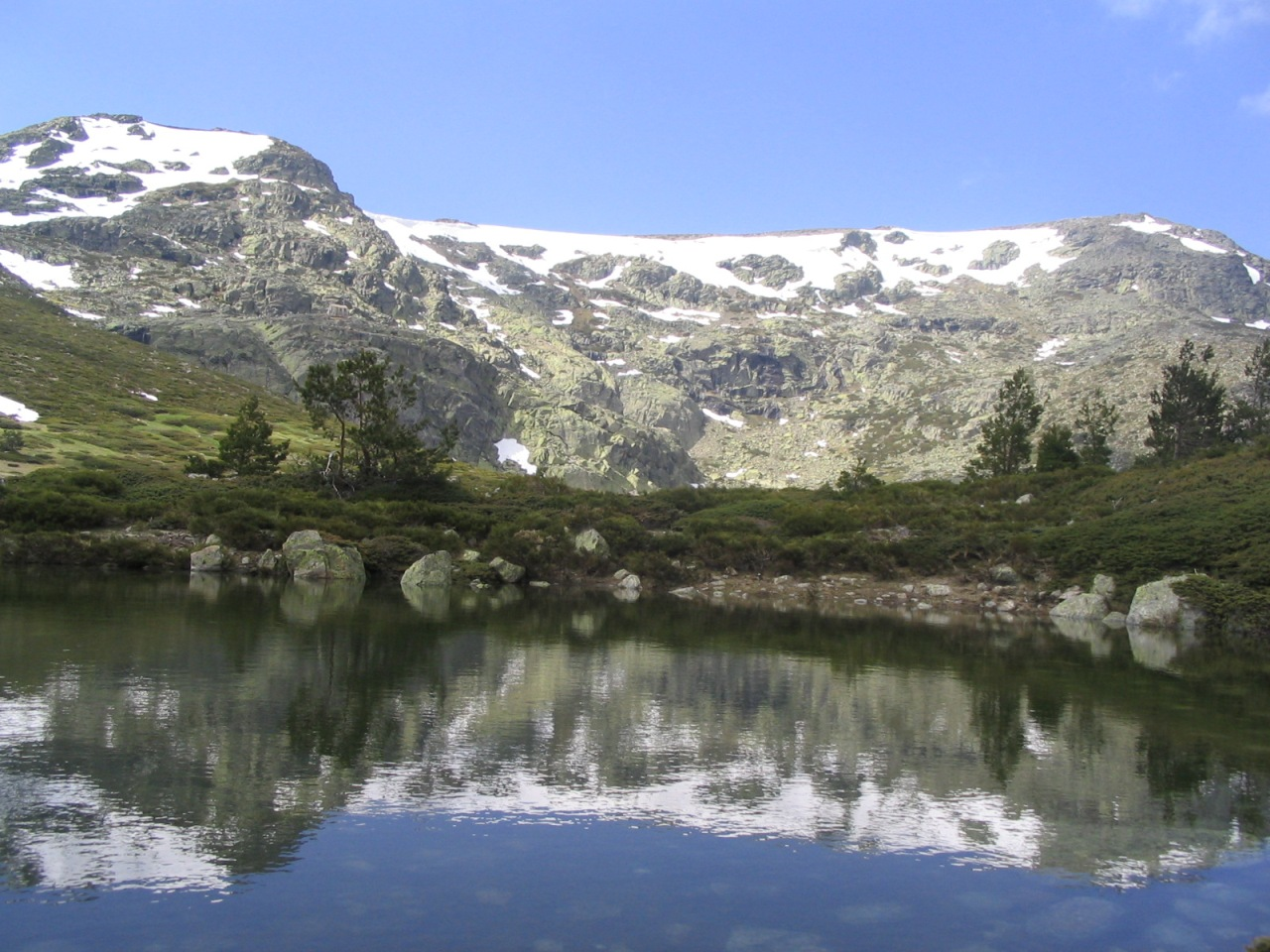
구아다라마 국립공원

구아다라마 국립공원(Guadarrama National Park, 공식 명칭: 시에라 데 구아다라마 국립공원, 스페인어: Parque Nacional de la Sierra de Guadarrama)은 스페인의 국립공원으로 약 34,000헥타르에 달하며 스페인 국립공원 시스템에서 다섯 번째로 큰 규모이다. 구아다라마 산맥(Sistema Central)에는 마드리드 지역사회와 카스티야이레온주(세고비아도 및 아빌라도)에 위치한 생태학적으로 가치 있는 일부 지역이 포함되어 있다. 최근 승인된 국립공원을 규제하는 법률은 2013년 6월 26일 BOE에서 발표되었다.

## 같이 보기
- 스페인의 국립공원 목록